# Hirving Lozano
Hirving Rodrigo Lozano Bahena (* 30. července 1995 Ciudad de México) je mexický profesionální fotbalista, který hraje na pozici křídelníka za americký klub San Diego FC a za mexický národní tým.
Hraje nejčastěji na pozici levého křídla. Je všestranným hráčem, který se díky dobré kondici zapojuje do obranné i útočné činnosti. Byl vyhlášen nejlepším hráčem zóny CONCACAF za rok 2018.
Je vítězem mistrovství Severní Ameriky hráčů do 20 let 2015. V seniorské mexické reprezentaci debutoval v roce 2016 a ve 38 reprezentačních zápasech vstřelil 10 branek. Startoval na Letních olympijských hrách 2016, Copa América Centenario, Konfederačním poháru 2017 a mistrovství světa ve fotbale 2018. Na MS 2018 vstřelil jedinou branku ve vítězném utkání Mexičanů s obhájcem titulu z Německa.
Je známý pod přezdívkou Chucky.

## Klubová kariéra
Je odchovancem klubu CF Pachuca. Vyhrál s ním Ligu MX v roce 2016 a Ligu mistrů CONCACAF 2017. V roce 2017 odešel do nizozemského klubu PSV Eindhoven, s nímž vyhrál v roce 2018 Eredivisie. Do Neapole přestoupil za čtyřicet milionů eur, což je rekordní částka v historii klubu.
31.ledna 2025 přestoupil za 12 000 000 mil. EUR k nováčkovi soutěže Major League Soccer (MLS) a to San Diego FC kde se upsal na 3 roky.

## Reprezentační kariéra

### Mládež
V prosinci 2014 byl Lozano povolán trenérem Sergiem Almaguerem, aby reprezentoval Mexiko do 20 let v CONCACAF U-20 šampionátu. V prvním zápase základní skupiny proti Kubě vstřelil dvě branky a přidal čtyři asistence, když Mexiko porazilo Kubu 9:1, tím se umístili první ve skupině. Během turnaje pak vstřelil další tři góly a přidal asistenci. Mexiko se nakonec stalo vítězem turnaje, když porazilo Panamu v penaltovém rozstřelu 4:2 po remíze 1:1 a tím si zajistilo účast na Mistrovství světa U-20 2015 na Novém Zélandu. S pěti góly se stal nejlepším střelcem turnaje a byl také zařazen do nejlepší jedenáctky turnaje.
V květnu 2015 byl Lozano opět povolán k účasti na Mistrovství světa U-20, kde hrál ve všech třech zápasech základní skupiny. Mexiko však skončilo ve skupině na posledním místě.
Dne 18. září 2015 byl Lozano vybrán trenérem Raúlem Gutiérrezem, aby se zúčastnil Kvalifikačního mistrovství CONCACAF pro olympijský turnaj. Ve čtvrtfinále Mexiko porazilo Kanadu 2:0, kde Lozano vstřelil druhý gól. Mexiko následně vyhrálo turnaj po vítězství nad Hondurasem 2:0 ve finále, a Lozano získal Zlatý míček turnaje a byl také zařazen do nejlepší jedenáctky turnaje.
Dne 7. července 2016 byl Lozano nominován na Letní olympijské hry v Rio de Janeiro, Brazílie. V třetím zápase v základní skupině proti Jižní Koreji byl Lozano v nastaveném čase vyloučen za strčení protihráče. Mexiko zápas prohrálo 1:0, skončilo třetí ve skupině a bylo vyřazeno z turnaje.

### Seniorská reprezentace

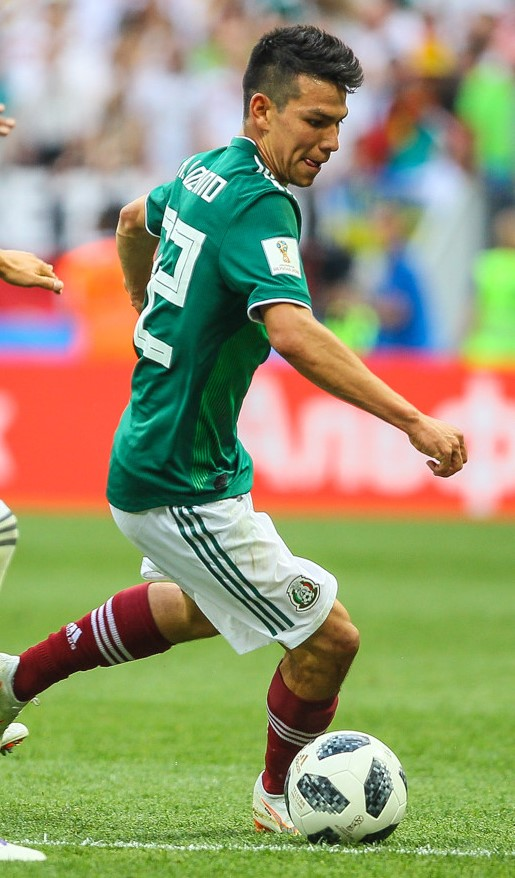
Lozano proti Německu na Mistrovství světa FIFA 2018

Na Zlatý pohár CONCACAF 2015 byl Lozano zařazen do provizorního výběru trenérem Miguel Herrera, ale nakonec byl ze závěrečného seznamu vyřazen, a to jako náhrada v případě zranění některého z hráčů. Poprvé byl povolán do národního týmu v únoru 2016 pod vedením trenéra Juana Carlose Osoria. Dne 10. února získal svůj první startovní dres v přátelském zápase proti Senegalu, kde asistoval k druhému gólu Pachuca spoluhráči Rodolfu Pizarrovi, Mexiko zvítězilo 2–0. Následující měsíc vstřelil svůj první gól za národní tým ve 39. minutě kvalifikačního zápasu třetího kola kvalifikace na Mistrovství světa FIFA 2018 proti Kanadě, kterým Mexiko zvítězilo 3–0. Byl také nominován do 23členného týmu na Copa América Centenario, kde hrál ve všech zápasech turnaje, který pro Mexiko skončil v čtvrtfinále.
Dne 8. června 2017 byl Lozano zařazen do 23členného týmu Mexika na FIFA Konfederační pohár v Rusku. Ve svém posledním základním zápase proti domácím hrál Lozano a po dlouhém vyražení od Héctora Herrery a následném překonání brankáře Igor Akinfeev vstřelil druhý gól v zápase, který Mexiko vyhrálo 2–1. Jeho výkon mu vynesl ocenění hráče zápasu.
Dne 1. září 2017 vstřelil Lozano jediný gól v kvalifikačním zápase na Mistrovství světa FIFA 2018 proti Panamě, čímž zajistil Mexiku účast na turnaji. Dne 10. listopadu vstřelil svůj první dvougólový zápas za národní tým v zápase, který skončil remízou 3:3 proti Belgii. Jeho góly padly po centrálce od Héctora Herrery v 56. minutě a po voleji po odrazu od první střely na branku brankáře Thibaut Courtois o dvě minuty později.
Dne 4. června 2018 byl Lozano zařazen do 23členného týmu Mexika na Mistrovství světa FIFA 2018. Dne 17. června vstřelil jediný gól v úvodním zápase skupiny F proti obhájcům titulu Německu, za což byl následně jmenován FIFA hráčem zápasu. V druhém zápase proti Jižní Koreji poskytl Lozano asistenci Javieru Hernándezovi při druhém gólu v zápase, který Mexiko vyhrálo 2:1. Lozano také nastoupil v základní sestavě proti Švédsku a v osmifinálovém zápase proti Brazílii.
Lozano byl nominován do předběžného týmu trenéra Gerardo Martino na Zlatý pohár CONCACAF 2019, nicméně následně bylo oznámeno, že z turnaje vynechá kvůli nedostatečnému zotavení z kolenního zranění utrpěného během hry s PSV.
Dne 10. července 2021 utrpěl Lozano zranění hlavy, když narazil do brankáře Trinidadu a Tobaga, Marvin Phillip, který jej kopl hlavou, což způsobilo Lozanovi tržnou ránu na oku a poranění krku. Musel nosit krční límec na cestě do nemocnice. Bylo potvrzeno, že Lozano bude zbytek Zlatého poháru CONCACAF 2021 vynechávat a bude chybět zhruba 4–6 týdnů.
Dne 14. listopadu 2022 byl Lozano zařazen do 26členného týmu Mexika na Mistrovství světa FIFA 2022.